# Пјаниђоли (Пистоја)
Пјаниђоли је насеље у Италији у округу Пистоја, региону Тоскана.
Према процени из 2011. у насељу је живело 4 становника. Насеље се налази на надморској висини од 795 м.